# 金子彩花
金子 彩花（かねこ さやか、4月13日 - ）は、日本の女性声優。埼玉県出身。大沢事務所所属。 

## 略歴
総合学園ヒューマンアカデミー渋谷校 夜間・週末講座に栄養系大学とのWスクールで通う。校舎別学内オーディションで大沢事務所に合格している。

## 出演
太字はメインキャラクター。

### テレビアニメ
2016年
- 僕だけがいない街（中西彩）
- 少女たちは荒野を目指す（メイド長、喫茶店の店員、店員）
- ハイスクール・フリート（広田空）
- 文豪ストレイドッグス（女の子）
- はんだくん（女子生徒A）
- マジきゅんっ!ルネッサンス（小学校時代の帝歌）

2017年
- アイドルタイムプリパラ（愛子、風紀委員、女子生徒、すぎ、女の子、夢少女）
- サクラダリセット（恵〈メグミ〉）
- パズドラクロス（生徒）

2018年
- メルヘン・メドヘン（2018年 - 2019年、モリー）
- 宇宙よりも遠い場所（女子生徒、陸上部員）
- スロウスタート（島田美弥子）
- 斉木楠雄のΨ難（女子生徒B）
- かくりよの宿飯（ねね）
- ハイスコアガール（女子生徒A）

2019年
- かぐや様は告らせたい〜天才たちの恋愛頭脳戦〜（女子生徒A）
- フルーツバスケット（2019年 - 2020年、生徒会役員） - 2シリーズ
- 超人高校生たちは異世界でも余裕で生き抜くようです!（一条葵）
- 天華百剣 〜めいじ館へようこそ!〜（抜丸）
- ライフル・イズ・ビューティフル（生徒）

2020年
- あひるの空（ギャラリー女子、女子生徒）
- 白猫プロジェクト ZERO CHRONICLE（白の魔導士、少女、白の魔導士B）
- ひぐらしのなく頃に（2020年 - 2021年、クラスメイト、女子） - 2シリーズ
- オトッペ（イシマル、プー、ブー）
- ゴールデンカムイ（少女団員）
- A3!（観客）
- ご注文はうさぎですか? BLOOM（女の子）

2021年
- 弱キャラ友崎くん（2021年 - 2024年、紺野エリカ） - 2シリーズ
- ゲキドル（劇団員）
- 2.43 清陰高校男子バレー部（女子生徒）
- ホリミヤ（女子高校生）
- ひげを剃る。そして女子高生を拾う。（客）
- 精霊幻想記（2021年 - 2024年、ロアナ＝フォンティーヌ） - 2シリーズ
- 魔法科高校の優等生（清水綾香）
- 見える子ちゃん（女友達B）
- 魔法科高校の劣等生 追憶編（機内アナウンス）

2022年
- ビルディバイド -＃FFFFFF-（市民）
- 恋は世界征服のあとで（カタパルトスネーク、デス美の下の妹）
- RPG不動産（兎月）
- 社畜さんは幼女幽霊に癒されたい。（こん）
- 陰の実力者になりたくて!（女子生徒）

### 劇場アニメ
- ゼーガペインADP（2016年、生徒）
- 劇場版 ハイスクール・フリート（2020年、広田空[13]）
- 神在月のこども（2021年、女子生徒[14]）
- ゼーガペインSTA（2024年、子供）

### OVA
- OVA ハイスクール・フリート（2017年、広田空）

### Webアニメ
- 幼女社長（2021年 - 2023年、出稼ぎガルシア[15][16]） - 2シリーズ[一覧 5]
- ガンダムブレイカー バトローグ（2021年、イベント参加者）
- アイドルランドプリパラ（2021年、愛子）
- 賭ケグルイ双（2022年、妄の仲間B）

### ゲーム
2016年
- フィリスのアトリエ 〜不思議な旅の錬金術士〜（イルメリア・フォン・ラインウェバー）

2017年
- クイズRPG 魔法使いと黒猫のウィズ（ヒサメ・タヅナキ）
- グラフィティスマッシュ（カリン）
- StraStella（ラヘル）
- 天華百剣 -斬-（抜丸）
- ビーナスイレブンびびっど!（藍墨うるし）
- ピリオドゼロ（舞姫フェアフィールド）
- リディー&スールのアトリエ 〜不思議な絵画の錬金術士〜（イルメリア・フォン・ラインウェバー）

2018年
- キュイディメ（中華ところてん、シーザーサラダ、スコッチエッグ）
- グラフィティスマッシュ（仮装のカリン）
- ソードアート・オンライン フェイタル・バレット

2019年
- アズールレーン（バッチ）
- きららファンタジア（飯野水葉）
- ハイスクール・フリート 艦隊バトルでピンチ!（広田空）

2020年
- アズールレーン（紀伊）

2021年
- LOOPERS（ミア）

2022年
- ヘブンバーンズレッド（2022年 - 2025年、大島二以奈）

2024年
- レスレリアーナのアトリエ 〜忘れられた錬金術と極夜の解放者〜（2024年 - 2025年、イルメリア・フォン・ラインウェバー）

### その他
- タレント声優発掘オーディション番組「声優 Debut GATE」 第3回オーディション[29]

## ディスコグラフィ

### キャラクターソング
| 発売日        | 商品名                 | 歌 | 楽曲                              | 備考                                    |
| ------------- | ---------------------- | --- | --------------------------------- | --------------------------------------- |
| 2021年1月26日 | 進め！むじなカンパニー | Neko Hacker feat. 六科なじむ（日高里菜） & 割戸真友（金元寿子） & 軽井沢ユキ（上坂すみれ） & 出稼ぎガルシア（金子彩花） | 「進め！むじなカンパニー」        | Webアニメ『幼女社長』オープニングテーマ |
| 2021年4月14日 | コレガ恋ネ☆            | 出稼ぎガルシア（金子彩花）                                                                                              | 「コレガ恋ネ☆」 「and SECRET...」 | Webアニメ『幼女社長』関連曲             |
| 2021年7月21日 | 百華繚乱 参            | 抜丸（金子彩花）、不動行光（関根明良）、物干し竿（小串麻依）                                                            | 「あおはる探検隊」                | ゲーム『天華百剣 -斬-』関連曲           |

### シリーズ一覧
1. ↑  1st season（2019年）、2nd season（2020年）
2. ↑  『業』（2020年）、『卒』（2021年）
3. ↑  第1期（2021年）、第2期『2nd STAGE』（2024年）
4. ↑  第1期（2021年）、第2期『2』（2024年）
5. ↑  第1期（2021年）、第2期『R』（2023年）